# Katty Martínez
Katty Martínez Abad (Monterrey, Nuevo León, México; 14 de marzo de 1998) es una futbolista mexicana que juega como delantera en Rayadas de Monterrey de la Primera División Femenil de México. Es internacional absoluta con la selección femenil de México. Es de las máximas goleadoras de la Liga MX Femenil con 150 goles.

## Clubes
[actualizar]
 Datos actualizados al 9 de mayo de 2022 (Apertura 2021, Jornada 9).
| Club                  | Div.          | Temporada     | Liga  | Liga  | Liga   | Copas nacionales | Copas nacionales | Copas nacionales | Copas internacionales | Copas internacionales | Copas internacionales | Total | Total | Total  | Media goleadora |
| Club                  | Div.          | Temporada     | Part. | Goles | Asist. | Part.            | Goles            | Asist.           | Part.                 | Goles                 | Asist.                | Part. | Goles | Asist. | Media goleadora |
| --------------------- | ------------- | ------------- | ----- | ----- | ------ | ---------------- | ---------------- | ---------------- | --------------------- | --------------------- | --------------------- | ----- | ----- | ------ | --------------- |
| Tigres UANL · México  |               |               |       |       |        |                  |                  |                  |                       |                       |                       |       |       |        |                 |
| 1.ª                   | Ap. 2017      | 13            | 7     | –     | –      | –                | –                | –                | –                     | –                     | 13                    | 7     | –     | 0.54   |                 |
| 1.ª                   | Cl. 2018      | 10            | 5     | –     | –      | –                | –                | –                | –                     | –                     | 10                    | 5     | –     | 0.66   |                 |
| 1.ª                   | Ap. 2018      | 16            | 13    | –     | –      | –                | –                | –                | –                     | –                     | 16                    | 13    | –     | 1.20   |                 |
| 1.ª                   | Cl. 2019      | 16            | 11    | –     | –      | –                | –                | –                | –                     | –                     | 16                    | 11    | –     | 0.60   |                 |
| 1.ª                   | Ap. 2019      | 18            | 13    | –     | –      | –                | –                | –                | –                     | –                     | 18                    | 13    | –     | 0.83   |                 |
| 1.ª                   | Cl. 2020      | 7             | 5     | –     | –      | –                | –                | –                | –                     | –                     | 7                     | 5     | –     | 0.71   |                 |
| 1.ª                   | Ap. 2020      | 22            | 22    | –     | –      | –                | –                | –                | –                     | –                     | 22                    | 22    | –     | 1      |                 |
| 1.ª                   | Cl. 2021      | 16            | 7     | –     | –      | –                | –                | –                | –                     | –                     | 16                    | 7     | –     | 0.44   |                 |
| 1.ª                   | Ap. 2021      | 15            | 12    | –     | –      | –                | –                | –                | –                     | –                     | 15                    | 12    | –     | 0.80   |                 |
| Total club            | Total club    | 133           | 95    | –     | –      | –                | –                | –                | –                     | –                     | 133                   | 95    | –     | 0.75   |                 |
| Club América · México |               |               |       |       |        |                  |                  |                  |                       |                       |                       |       |       |        |                 |
| 1.ª                   | Cl. 2022      | 17            | 10    | –     | –      | –                | –                | –                | –                     | –                     | 17                    | 10    | –     | 0.59   |                 |
| 1.ª                   | Ap. 2022      | 19            | 4     | –     | –      | –                | –                | –                | –                     | –                     | 19                    | 4     | –     | 0.21   |                 |
| 1.ª                   | Cl. 2023      | 18            | 8     | –     | –      | –                | –                | –                | –                     | –                     | 18                    | 8     | –     | 0.44   |                 |
| 1.ª                   | Ap. 2023      | 23            | 15    | –     | –      | –                | –                | –                | –                     | –                     | 23                    | 15    | –     | 0.65   |                 |
| 1.ª                   | Cl. 2024      | 10            | 13    | –     | –      | –                | –                | –                | –                     | –                     | 10                    | 13    | –     | 1.3    |                 |
| Total club            | Total club    | 87            | 53    | –     | –      | –                | –                | –                | –                     | –                     | 87                    | 53    | –     | 0.64   |                 |
| Total carrera         | Total carrera | Total carrera | 220   | 148   | –      | –                | –                | –                | –                     | –                     | –                     | 220   | 148   | –      | 0.66            |
| 1.                    |               |               |       |       |        |                  |                  |                  |                       |                       |                       |       |       |        |                 |

## Palmarés

### Títulosnacionales
| Título          | Club            | País   | Año      |
| --------------- | --------------- | ------ | -------- |
| Liga MX Femenil | Tigres UANL     | México | Cl. 2018 |
| Liga MX Femenil | Tigres UANL     | México | Cl. 2019 |
| Liga MX Femenil | Tigres UANL     | México | Ap. 2020 |
| Liga MX Femenil | Tigres UANL     | México | Cl. 2021 |
| Liga MX Femenil | Club América    | México | Cl. 2023 |
| Liga MX Femenil | C. F. Monterrey | México | Ap. 2024 |